# Prva makedonska fudbalska liga 2018-2019
La Prva makedonska fudbalska liga 2018-2019 è stata la 27ª edizione del massimo campionato macedone di calcio. La stagione è iniziata l'11 agosto 2018 e si è conclusa il 26 maggio 2019. Lo Škendija ha vinto il titolo per la terza volta, con due giornate di anticipo.

## Stagione

### Novità
Al termine della stagione 2017-2018, sono retrocessi Skopje e Pelister. Dalla Vtora Liga sono stati promossi Belasica e Makedonija G.P.. Mentre il Pobeda ha vinto lo spareggio promozione-retrocessione contro il Borec.

### Regolamento
Le 10 squadre partecipanti si sfidano in un girone di andata e ritorno per due volte per un totale di 36 giornate.

La squadra campione della Macedonia del Nord si qualifica per il primo turno di qualificazione della UEFA Champions League 2019-2020.

Le squadre classificate al secondo e al terzo posto si qualificano per il primo turno di qualificazione della UEFA Europa League 2019-2020.

La terzultima classificata gioca uno spareggio promozione-retrocessione contro la terza classificata della Vtora Liga.

Le ultime due classificate retrocedono direttamente in Vtora Liga.

## Squadre partecipanti
| Squadra         | Città     | Stagione precedente            |
| --------------- | --------- | ------------------------------ |
| Brera Strumica  | Strumica  | 6º posto in Prva Liga          |
| Belasica        | Strumica  | 1º in Vtora Liga Est           |
| Makedonija G.P. | Skopje    | 1º in Vtora Liga Ovest         |
| Pobeda          | Prilep    | 8º posto in Prva Liga          |
| Rabotnički      | Skopje    | 3º posto in Prva Liga          |
| Renova          | Džepčište | 7º posto in Prva Liga          |
| Shkupi          | Skopje    | 4º posto in Prva Liga          |
| Sileks Kratovo  | Kratovo   | 5º posto in Prva Liga          |
| Škendija        | Tetovo    | Campione di Macedonia del Nord |
| Vardar          | Skopje    | 2º posto in Prva Liga          |

## Classifica finale
|                               | Pos. | Squadra         | Pt | G  | V  | N  | P  | GF | GS | DR  |
| ----------------------------- | ---- | --------------- | -- | -- | -- | -- | -- | -- | -- | --- |
| Macedonia del Nord (bandiera) | 1.   | Škendija        | 79 | 36 | 24 | 7  | 5  | 80 | 29 | +51 |
|                               | 2.   | Vardar          | 64 | 36 | 17 | 13 | 6  | 45 | 23 | +22 |
|                               | 3.   | Brera Strumica  | 58 | 36 | 17 | 7  | 12 | 45 | 35 | +10 |
|                               | 4.   | Shkupi          | 48 | 36 | 13 | 9  | 14 | 40 | 42 | -2  |
|                               | 5.   | Makedonija G.P. | 47 | 36 | 12 | 11 | 13 | 45 | 50 | -5  |
|                               | 6.   | Renova          | 47 | 36 | 12 | 11 | 13 | 53 | 49 | +4  |
|                               | 7.   | Rabotnički      | 46 | 36 | 13 | 7  | 16 | 43 | 49 | -6  |
|                               | 8.   | Sileks Kratovo  | 44 | 36 | 11 | 11 | 14 | 27 | 39 | -12 |
|                               | 9.   | Belasica        | 38 | 36 | 9  | 11 | 16 | 37 | 49 | -12 |
|                               | 10.  | Pobeda          | 23 | 36 | 6  | 5  | 25 | 26 | 76 | -50 |

      Campione della Macedonia del Nord e ammessa alla UEFA Champions League 2019-2020
      Ammesse alla UEFA Europa League 2019-2020
 Ammessa allo spareggio promozione-retrocessione
      Retrocesse in Vtora Liga 2019-2020

## Risultati

### Partite (1-18)
|                  | AkP  | Bel  | Mak  | Pob  | Rab  | Ren  | Ške  | Shk  | Sil  | Var  |
| ---------------- | ---- | ---- | ---- | ---- | ---- | ---- | ---- | ---- | ---- | ---- |
| Akademija Pandev | –––– | 3-0  | 2-1  | 2-1  | 1-0  | 0-2  | 0-0  | 1-0  | 3-0  | 0-0  |
| Belasica         | 0-2  | –––– | 1-4  | 2-1  | 1-2  | 3-1  | 0-2  | 1-0  | 1-1  | 1-1  |
| Makedonija G.P.  | 1-0  | 0-0  | –––– | 1-0  | 3-0  | 1-2  | 0-0  | 2-2  | 1-1  | 1-3  |
| Pobeda           | 2-4  | 1-0  | 0-2  | –––– | 0-2  | 1-0  | 0-2  | 2-0  | 2-0  | 0-1  |
| Rabotnički       | 1-0  | 1-1  | 5-1  | 3-1  | –––– | 3-4  | 1-2  | 0-2  | 2-1  | 0-2  |
| Renova           | 1-1  | 0-2  | 1-1  | 2-1  | 0-2  | –––– | 0-3  | 2-0  | 1-1  | 0-1  |
| Škendija         | 0-1  | 4-1  | 5-1  | 0-2  | 6-2  | 2-2  | –––– | 3-0  | 5-0  | 2-2  |
| Shkupi           | 1-0  | 1-0  | 2-1  | 0-0  | 1-1  | 1-1  | 1-2  | –––– | 2-0  | 1-0  |
| Sileks Kratovo   | 1-0  | 1-0  | 1-1  | 0-0  | 2-0  | 1-0  | 1-2  | 1-1  | –––– | 0-1  |
| Vardar           | 3-0  | 1-1  | 1-0  | 3-0  | 0-1  | 0-0  | 0-2  | 2-1  | 1-0  | –––– |

### Partite (19-36)
|                  | AkP  | Bel  | Mak  | Pob  | Rab  | Ren  | Ške  | Shk  | Sil  | Var  |
| ---------------- | ---- | ---- | ---- | ---- | ---- | ---- | ---- | ---- | ---- | ---- |
| Akademija Pandev | –––– | 0-2  | 3-0  | 4-0  | 3-1  | 2-1  | 0-1  | 0-2  | 2-0  | 1-1  |
| Belasica         | 0-1  | –––– | 3-1  | 1-1  | 0-1  | 3-2  | 2-1  | 2-0  | 0-1  | 0-0  |
| Makedonija G.P.  | 1-1  | 2-1  | –––– | 3-0  | 1-1  | 3-1  | 1-1  | 1-0  | 2-0  | 0-2  |
| Pobeda           | 1-3  | 1-1  | 1-3  | –––– | 0-1  | 2-3  | 1-4  | 0-3  | 0-1  | 0-0  |
| Rabotnički       | 1-2  | 1-1  | 2-0  | 1-2  | –––– | 1-1  | 0-1  | 1-2  | 1-1  | 0-2  |
| Renova           | 2-2  | 3-2  | 0-0  | 9-1  | 1-2  | –––– | 3-2  | 1-0  | 1-0  | 4-0  |
| Škendija         | 4-1  | 3-0  | 4-2  | 5-2  | 1-0  | 2-1  | –––– | 5-1  | 0-0  | 1-0  |
| Shkupi           | 1-0  | 2-2  | 0-1  | 3-0  | 1-2  | 2-2  | 1-0  | –––– | 2-1  | 2-2  |
| Sileks Kratovo   | 3-0  | 2-1  | 1-1  | 1-0  | 1-0  | 0-0  | 0-2  | 2-2  | –––– | 1-0  |
| Vardar           | 1-1  | 1-1  | 3-1  | 6-0  | 1-1  | 2-0  | 0-0  | 1-0  | 1-0  | –––– |

## Spareggio promozione/retrocessione
|                | Risultati |                  | Luogo e data           |
| -------------- | --------- | ---------------- | ---------------------- |
| Sileks Kratovo | 3 - 2     | Tikveš Kavadarci | Kratovo, 5 giugno 2019 |

## Statistiche

### Individuali

#### Classifica marcatori
| Gol |  |  | Giocatore          | Squadra          |
| --- |  |  | ------------------ | ---------------- |
| 18  |  |  | Vlatko Stojanovski | Renova           |
| 16  |  |  | Ljupčo Doriev      | Akademija Pandev |
| 11  |  |  | Izair Emini        | Škendija         |
| 11  |  |  | Besart Ibraimi     | Škendija         |
| 11  |  |  | Hristijan Kirovski | Makedonija G.P.  |
| 11  |  |  | Petar Petkovski    | Rabotnički       |
| 11  |  |  | Emran Ramadani     | Renova           |
| 9   |  |  | Pepi Gorgiev       | Belasica         |
| 9   |  |  | Dejan Tanturovski  | Makedonija G.P.  |